# Politički zatvorenik (novine)
Politički zatvorenik, glasilo je Hrvatskoga društva političkih zatvorenika.
Prvi je broj izašao u veljači 1990. godine. List je do 1994. godine, do broja 37, izlazio pod imenom Zatvorenik. Nakon toga izlazi pod imenom Politički zatvorenik.
Od 2006. godine glasilo ima i mrežno izdanje.

## Glavni urednici
- Mate Talijančić (br. 1-7, 1990.)[1]
- Branko Vidaček (br. 8, 1990.; 9-13, 1991.)[1]
- Ivan Alilović (br. 14-16, 1991.)[1]
- Ines Vrban (br. 17-19, 1991.; 20-28/29, 1992.; 30-33, 1993.; 34-38, 1994.; 39-45, 1995.)[1]
- Andrija Vučemil (br. 46-57, 1996.)[1]
- Tomislav Jonjić (br. 58-69, 1997.;[1] 70-81, 1998.;[1] do br. 165, 2005.)
- Mislav Gabelica (od br. 166[2] do br. 174, 2006.)
- Tomislav Jonjić (od br. 175., 2006.[3] – danas).

## Vanjske poveznice
- Politički zatvorenik
- Glasilo Politički zatvorenik  Arhivirana inačica izvorne stranice od 2. rujna 2012. (Wayback Machine)
- Pismohrana  Arhivirana inačica izvorne stranice od 3. rujna 2011. (Wayback Machine)